# Чемпіонат Європи із шахів 2018
19-й чемпіонат Європи із шахів проходив у місті Батумі (Грузія) з 16 по 29 березня 2018 року. Турнір проходить за швейцарською системою в 11 турів за участі 302 шахістів.
Набравши 8½ очок одноосібним переможцем турніру став Іван Шаріч з Хорватії.
За підсумками турніру 23 найкращих шахісти завоювали путівки на наступний кубок світу.

## Регламент турніру

### Розклад змагань
- Відкриття турніру: 16 березня
- Ігрові дні: 17-22, 24-28 березня
- Вихідні дні: 23 березня
- Закриття турніру: 28 березня

Початок партій 1-10 тури о 15-00, останній тур об 11-00.

### Контроль часу
- 90 хвилин на 40 ходів, 30 хвилин до закінчення партії та додатково 30 секунд на хід починаючи з першого.

### Критерії розподілу місць між гравцями, які набрали однакову кількість очок
1. Результати особистих зустрічей (застосовується лише якщо всі гравці з однаковою кількістю очок грали між собою);
2. Усічений коефіцієнт Бухгольца 1;
3. Коефіцієнт Бухгольца;
4. Кількість партій чорними;
5. Кількість перемог.

### Призовий фонд
Загальний призовий фонд турніру становить — 100 000 Євро, з них 88 000 Євро — призові згідно з підсумковим розподілом місць (1 місце — 20 000, 2 місце — 15 000, 3 місце — 10 000, 4 місце — 7 000 …. 20 місце — 1 000 Євро).

## Учасники— фаворити турніру
| 1. Дмитро Яковенко ( Росія, 2746) — 19 2. Радослав Войташек ( Польща, 2738) — 20 3. Давид Навара ( Чехія, 2737) — 21 4. Франсіско Вальєхо Понс ( Іспанія, 2716) — 32 5. Василь Іванчук ( Україна, 2713) — 35 6. Рауф Мамедов ( Азербайджан, 2709) — 39 7. Максим Матлаков ( Росія, 2707) — 40 8. Даніїл Дубов ( Росія, 2701) — 44 9. Руслан Пономарьов ( Україна, 2697) — 46 10. Іван Чепарінов (FID, 2693) — 51 | 1. Тамір Набаті ( Ізраїль, 2690) — 53 2. Юрій Кузубов ( Україна, 2689) — 56 3. Баадур Джобава ( Грузія, 2685) — 58 4. Мартин Кравців ( Україна, 2685) — 59 5. Ернесто Інаркієв ( Росія, 2684) — 60 6. Євген Наєр ( Росія, 2683) — 62 7. Габріел Саркісян ( Вірменія, 2677) — 66 8. Антон Демченко ( Росія, 2672) — 69 9. Ференц Беркеш ( Угорщина, 2671) — 70 10. Олександр Мотильов ( Росія, 2669) — 73 |

жирним  — місце в рейтингу станом на березень 2018 року

## Турнірна таблиця
Підсумкова таблиця (десятка лідерів)
| Місце | Шахіст            | Країна      | Рейтинг |  | + | = | − | Очки | TB2  | Перфоменс | +/-    |
| ----- | ----------------- | ----------- | ------- |  | - | - | - | ---- | ---- | --------- | ------ |
| 1     | Іван Шаріч        | Хорватія    | 2657    |  | 7 | 3 | 1 | 8½   | 67,0 | 2796      | + 16,6 |
| 2     | Радослав Войташек | Польща      | 2738    |  | 6 | 4 | 1 | 8    | 72,0 | 2776      | +5,7   |
| 3     | Санан Сюгіров     | Росія       | 2652    |  | 5 | 6 | 0 | 8    | 69,5 | 2795      | + 20,4 |
| 4     | Гавейн Джонс      | Англія      | 2651    |  | 5 | 6 | 0 | 8    | 69,0 | 2787      | + 19,4 |
| 5     | Максим Матлаков   | Росія       | 2707    |  | 6 | 4 | 1 | 8    | 67,0 | 2737      | + 4,5  |
| 6     | Люк Макшейн       | Англія      | 2647    |  | 7 | 2 | 2 | 8    | 67,0 | 2768      | + 17,2 |
| 7     | Антон Коробов     | Україна     | 2664    |  | 5 | 6 | 0 | 8    | 66,5 | 2766      | + 14,4 |
| 8     | Ельтадж Сафарлі   | Азербайджан | 2639    |  | 5 | 6 | 0 | 8    | 63,5 | 2742      | + 14,4 |
| 9     | Тамір Набаті      | Ізраїль     | 2690    |  | 5 | 5 | 1 | 7½   | 73,5 | 2736      | + 7,4  |
| 10    | Євген Наєр        | Росія       | 2683    |  | 5 | 5 | 1 | 7½   | 70,5 | 2729      | + 7,2  |
|       | Антон Демченко    | Росія       | 2672    |  | 5 | 5 | 1 | 7½   | 70,5 | 2714      | + 6,5  |

Результати українських шахістів показано в дужках.
Турнірне становище шахістів після 1-го туру
- 1-115 місця - по 1 очку (зокрема Василь Іванчук (ГМ), Антон Коробов (ГМ), Юрій Кузубов (ГМ), Олександр Моїсеєнко (ГМ),  Володимир Онищук (ГМ), Кирило Шевченко (ГМ), Сергій Павлов (ММ), Роман Мартинов (МФ)
- 116-185 місця - по 0,5 очка (зокрема Андрій Волокитін (ГМ), Петро Голубка (ММ), Михайло Білоус (МФ), Мартин Кравців (ГМ), Олександр Ковчан (ГМ), Анна Ушеніна (ГМ), Еміль Мірозоєв (ММ), Юрій Крикун (МФ)
- 186-301 місця - по 0 очок (зокрема Руслан Пономарьов (ГМ), Валерій Невєров (ГМ), Анатолій Поливанов (ММ), Сергій Смолін (ММ), Віталій Морозов, Сергій Завгородній (ММ)

Турнірне становище шахістів після 2-го туру
- 1-33 місця - по 2 очка (зокрема Василь Іванчук, Юрій Кузубов, Олександр Моїсеєнко
- 34-107 місця - по 1,5 очка (зокрема Антон Коробов, Роман Мартинов, Олександр Ковчан, Андрій Волокітін, Петро Голубка
- 108-207 місця - по 1 очку (зокрема Володимир Онищук, Сергій Павлов, Кирило Шевченко, Анатолій Поливанов, Юрій Крикун, Сергій Завгородній, Руслан Пономарьов, Мартин Кравців
- 208-255 - по 0,5 очка
- 256-298 - по 0 очок

Турнірне становище шахістів після 3-го туру
- 1-6 місця - по 3 очка  Хорватія Марин Босіочич,  Вірменія Роберт Оганесян,  Англія Гавейн Джонс,  Словенія Юре Шкоберне,  Італія Даніеле Вокатуро,  Сербія Александар Інджич
- 7-50 місця - по 2,5 очка (зокрема Василь Іванчук, Олександр Моїсеєнко, Андрій Волокітін, Олександр Ковчан)
- 51-113 місця - по 2 очка (зокрема Юрій Кузубов, Антон Коробов, Володимир Онищук, Сергій Павлов, Петро Голубка, Кирило Шевченко, Мартин Кравців)
- 114-199 місця - по 1,5 очка (зокрема Роман Мартинов, Еміль Мірзоєв, Сергій Завгородній, Анна Ушеніна, Руслан Пономарьов, Валерій Невєров)

Турнірне становище шахістів після 4-го туру
- 1 місце - 4 очка  Вірменія Роберт Оганесян
- 2-14 місця - по 3,5 очка
- 15-61 місця - по 3 очка (зокрема Олександр Моїсеєнко, Антон Коробов, Андрій Волокітін, Володимир Оніщук, Олександр Ковчан)
- 62-124 місця - по 2,5 очка (зокрема Василь Іванчук, Юрій Кузубов, Кирило Шевченко, Мартин Кравців, Валерій Невєров, Руслан Пономарьов)
- 125-184 місця - по 2 очка (зокрема Петро Голубка, Юрій Крикун, Сергій Павлов, Анна Ушеніна, Еміль Мірзоєв)

Турнірне становище шахістів після 5-го туру
- 1-3 місця - по 4,5 очка  Ізраїль Тамір Набаті,  Нідерланди Беньямін Бок,  Хорватія Іван Шаріч
- 4-21 місця - по 4 очка
- 22-65 місця - по 3,5 очка (зокрема Василь Іванчук, Андрій Волокітін, Антон Коробов, Володимир Оніщук, Олександр Ковчан, Мартин Кравців)
- 66-129 місця - по 3 очка (зокрема Олександр Моїсеєнко, Юрій Кузубов, Руслан Пономарьов, Сергій Павлов)
- 130-188 місця - по 2,2 очка (зокрема Валерій Невєров, Петро Голубка, Кирило Шевченко, Еміль Мірзоєв, Сергій Завгородній, Анатолій Поливанов)

Турнірне становище шахістів після 6-го туру
- 1-7 місця - по 5 очок  Ізраїль Тамір Набаті,  Росія Євген Наєр,  Англія Гавейн Джонс,  Росія Ернесто Інаркієв,  Нідерланди Беньямін Бок,  Польща Радослав Войташек,  Росія Санан Сюгіров
- 8-28 місця - по 4,5 очка (зокрема Андрій Волокітін)
- 29-75 місця - по 4 очка (зокрема Василь Іванчук, Антон Коробов, Олександр Ковчан, Мартин Кравців,
- 76-125 місця - по 3,5 очка (зокрема Олександр Моїсеєнко, Володимир Онищук, Еміль Мірзоєв, Руслан Пономарьов, Валерій Невєров, Кирило Шевченко, Петро Голубка)